# Tennis Napoli Cup 1999
Il Tennis Napoli Cup 1999 è stato un torneo di tennis facente parte della categoria ATP Challenger Series nell'ambito dell'ATP Challenger Series 1999. Il torneo si è giocato a Napoli in Italia dal 5 all'11 aprile 1999 su campi in terra rossa.

## Vincitori

### Singolare
Juan Carlos Ferrero ha battuto in finale  Juan Albert Viloca con il punteggio di 3–6, 7–6, 6–1

### Doppio
Marcos Ondruska /  Jack Waite hanno battuto in finale  Massimo Bertolini /  Cristian Brandi con il punteggio di 6–4, 7–6